# America's Next Top Model (mùa 17)
America's Next Top Model, Mùa thi 17 (còn được gọi là America's Next Top Model: All-Stars) là mùa thi thứ 17 của chương trình thực tế America's Next Top Model phát sóng vào ngày 14 tháng 9 năm 2011.
Hội đồng Ban Giám khảo vẫn không thay đổi, bao gồm có Tyra Banks, Nigel Barker và André Leon Talley. Buổi đánh giá đầu tiên của chương trình là buổi phán xét ngoài trời cùng với các khán giả. Còn điểm đến mùa thi năm nay là Crete cho top 6
You Make Me Feel... by Cobra Starship Feat. Sabi là nhạc nền cho mùa thi này.
Người thắng cuộc sẽ được:
- Chụp hình trên trang bìa của tạp chí Vogue Italia và Beauty in Vogue cùng với xuất hiện trên blog Vogue.it
- Hợp đồng 100.000 USD với mỹ phẩm CoverGirl
- Hợp đồng quảng cáo cho Express
- Cơ hội trở thành phóng viên cho Extra
- Cơ hội trở thành gương mặt cho nước hoa của America's Next Top Model có tên gọi Dream Comes True

Thí sinh mùa thi 5, Lisa D'Amato là quán quân của mùa này.

## Tuyển chọn
Mùa thi này được nhấn cuối là All-Stars vì đây là mùa thi dành cho những thí sinh đã từng tham gia các mùa trước của chương trình. 14 người đại diện cho 12 của loạt 16 mùa thi của ANTM (ngoại trừ mùa 3, 6, 7 và 8) họ được chọn và cho thêm 1 cơ hội thứ 2 để chiến thắng thành Siêu Mẫu Mỹ. Jade Cole và Joanie Dodds (Mùa 6) là một trong những người được chọn vào mùa thi này nhưng họ đã từ chối.

## Danh sách thí sinh
(Tính theo độ tuổi từ khi còn trong chương trình)
| Thí sinh           | Tuổi | Chiều cao               | Quê quán                         | Mùa giải trước | Thời điểm bị loại | Bị loại ở | Hạng                   |
| ------------------ | ---- | ----------------------- | -------------------------------- | -------------- | ----------------- | --------- | ---------------------- |
| Brittany Brower    | 29   | 180 cm (5 ft 11 in)     | Tallahassee, Florida             | 4              | 4                 | Tập 1     | 14                     |
| Sheena Sakai       | 24   | 178 cm (5 ft 10 in)     | Harlem, New York                 | 11             | 6                 | Tập 2     | 13                     |
| Isis King          | 25   | 170 cm (5 ft 7 in)      | Prince George's County, Maryland | 11             | 10                | Tập 3     | 12                     |
| Camille McDonald   | 33   | 178 cm (5 ft 10 in)     | Bronx, New York                  | 2              | 5                 | Tập 4     | 11                     |
| Bre Scullark       | 26   | 173 cm (5 ft 8 in)      | Harlem, New York                 | 5              | 3                 | Tập 6     | 10                     |
| Kayla Ferrel       | 20   | 175 cm (5 ft 9 in)      | Rockford, Illinois               | 15             | 4–3               | Tập 7     | 9–8                    |
| Bianca Golden      | 22   | 180 cm (5 ft 11 in)     | Queens, New York                 | 9              | 4                 | Tập 7     | 9–8                    |
| Alexandria Everett | 22   | 178 cm (5 ft 10 in)     | Newport Beach, California        | 16             | 4                 | Tập 8     | 7                      |
| Shannon Stewart    | 26   | 178 cm (5 ft 10 in)     | Franklin, Ohio                   | 1              | 2                 | Tập 9     | 6                      |
| Dominique Reighard | 26   | 175 cm (5 ft 9 in)      | Columbus, Ohio                   | 10             | 4                 | Tập 10    | 5                      |
| Laura Kirkpatrick  | 21   | 170 cm (5 ft 7 in)      | Stanford, Kentucky               | 13             | 2                 | Tập 12    | 4                      |
| Angelea Preston    | 24   | 181 cm (5 ft 11+1⁄2 in) | Buffalo, New York                | 14             | 4–3               | Tập 13    | 3 (tước quyền thi đấu) |
| Allison Harvard    | 22   | 178 cm (5 ft 10 in)     | New Orleans, Louisiana           | 12             | 2                 | Tập 13    | 2                      |
| Lisa D'Amato       | 29   | 175 cm (5 ft 9 in)      | Los Angeles, California          | 5              | 6                 | Tập 13    | 1                      |

## Các tập

### Tập 1: Nicki Minaj
Lên sóng: 14 tháng 9 năm 2011
14 All Stars gặp mặt nhau tại biệt thự Los Angeles của họ, hầu hết họ đều vui mừng khi nhìn thấy nhau, riêng Camile thì không được cái nhìn nồng hậu cho lắm và rất nhiều người không nhận ra được Kayla, Bianca cảm thấy khó chịu khi Bre người bạn thân nhất của cô trong cuộc sống đời thường lại không nói với cô rằng Bre có mặt ở đây. Ngay sau khi giới thiệu, Jay đến và dẫn họ đến chụp bức ảnh đầu tiên ngay ở sân sau của biệt thự. Buổi chụp ảnh lần này yêu cầu các cô gái phải hóa thân vào chính hình tượng của họ trước đây trong mùa thi họ đã từng thi. Shannon từ chối sử dụng đồ lót và chọn một bộ bikini làm Jay nhầm lẫn. Các tính cách mà các cô thể hiện lại là:
| Thí sinh   | Cá tính của họ                           |
| ---------- | ---------------------------------------- |
| Alexandria | Cô gái cứng rắn của tiểu bang California |
| Allison    | Búp bê ma quái                           |
| Angelea    | Cô gái đến từ những chiếc áo lông        |
| Bianca     | Ầm ĩ & ngỗ ngược                         |
| Bre        | Kẻ lang thang thần thoại                 |
| Brittany   | Cô gái tiệc tùng                         |
| Camille    | Diva                                     |
| Dominique  | Nữ tính/ Nam tính                        |
| Isis       | Cơ thể bí mật                            |
| Kayla      | Tự hào là người đồng tính                |
| Laura      | Bé nhà quê dễ thương                     |
| Lisa       | Hoang dã                                 |
| Shannon    | Thiên thần                               |
| Sheena     | Harlem nhưng không Hoochie               |

Sau buổi chụp ảnh, các cô gái được thông báo là sẽ có buổi đánh giá trực tiếp đầu tiên cho mùa giải này tại Plaza Nokia. Nghệ sĩ nhạc Rap Nicki Minaj là giám khảo khách mời.
Tại buổi đánh giá, Dominique, Isis, Laura và Allison nhận được những lời nhận xét tốt từ cả ban giám khảo và khán giả, trong khi đó sự trêu chọc của đám đông làm ảnh hưởng đến Alexandria và cô cũng không có 1 tấm ảnh tốt. Tyra tiết lộ rằng quyết định ai ra về hôm nay sẽ được dựa trên ảnh của họ và ý kiến của khán giả.
Tấm ảnh mạnh mẽ của Isis giúp cô có được gọi tên đầu tiên (lần đầu tiên của 2 mùa thi), trong khi đó Alexandria và Brittany rơi vào nhóm nguy hiểm. Alexandria là người duy nhất bị đánh giá tiêu cực từ cả Ban Giám khảo và cả Khán giả, nhưng với Brittany cô lại nhận được những đánh giá chung chung, không tích cực cũng không tiêu cực, gần như cô bị lãng quên, và Ban Giám khảo đã loại cô dù cô có 1 tấm ảnh tốt
- Người được gọi tên đầu tiên: Isis King
- Hai người cuối cùng: Alexandria Everett & Brittany Brower
- Bị loại: Brittany Brower
- Nhiếp ảnh gia: Celeste Canino
- Khách mời đặc biệt: Nicki Minaj, Michael Kanyon, Phu Styles

### Tập 2: Ashlee Simpson
Lên sóng: 21 tháng 9 năm 2011
Việc Brittany bị loại đã gây shock và làm hầu hết các cô gái cảm thấy sợ và coi nó như 1 hồi chuông thức tỉnh, nhưng sự sợ hãi của họ nhanh chóng bị lu mờ bởi việc Ashlee công bố vẻ ngoài mới của họ. Nhiều cô gái chỉ thay đổi chút ít, riêng Bre, Alexandria và Lisa thì lại có chút ít lo lắng khi tóc họ bị cắt, nhưng sau đó hầu hết họ đều cảm thấy hài lòng
Buổi chụp ảnh tuần này, các cô gái được cho những từ khóa khác nhau thể hiện nhân cách của và họ phải làm sao thể hiện được từ đó trong bức ảnh (quảng cáo cho Pink's Hot Dog). Các cô gái và những từ khóa của mình
| Thí sinh   | Cá tính cho thương hiệu |
| ---------- | ----------------------- |
| Alexandria | Cứng Rắn                |
| Allison    | Độc Đáo                 |
| Angelea    | Bền Bỉ                  |
| Bianca     | Vô Tư                   |
| Bre        | Bạn Gái                 |
| Camille    | Tự Hào                  |
| Dominique  | Sống Sót                |
| Isis       | Cảm Hứng                |
| Kayla      | Tự Do                   |
| Laura      | Đáng Yêu                |
| Lisa       | Táo Bạo                 |
| Shannon    | Tin Cậy                 |
| Sheena     | Bất Ngờ                 |

Tại buổi đánh giá, nhiều cô gái nhận được lời khen ngợi từ những tấm hình hay là cách thể hiện cá tính của hay đã thể hiện được thương hiệu của mình. Bức ảnh điên rồ ma quái của Lisa và trang phục táo bạo của mình đã giúp cô có cái gọi tên đầu tiên. Ngược lại, Kayla và Sheena cả hai người đều không tạo ra được tấm ảnh nổi bật và cũng thể hiện được từ khóa của mình. Tuy nhiên Ban giám khảo nhìn thấy có nhiều tiềm năng hơn trong Kayla và Sheena phải ra về.
- Người được gọi tên đầu tiên: Lisa D'Amato
- Hai người cuối cùng: Kayla Ferrel & Sheena Sakai
- Bị loại: Sheena Sakai
- Nhiếp ảnh gia: Ricky Middlesworth
- Khách mời đặc biệt: Ashlee Simpson, Martin Lindstrom, Loretta Nero, Yoshi Hagiwara, Jada Fitzgerald, Craig Beaglehole

### Tập 3: Kristin Cavallari
Lên sóng: 28 tháng 9 năm 2011
Kristin Cavallari, ngôi sao của vùng biển Laguna, cô đến dinh thự của các cô gái và truyền đạt cho họ cách có thể nổi tiếng trong thế giới thực sau khi bước ra khỏi 1 chương trình thực tế. Sau đó, các cô gái đáp ứng được thách thức của Nigel, đòi hỏi họ phải trả lời các câu hỏi trong một cuộc phỏng vấn thực hiện bởi Mario Lopez. Các cô gái được chia thành 2 nhóm thông qua sự lựa chọn của Lisa và Bianca (vì 2 người có được tấm ảnh đẹp vào tuần trước), và đội chiến thắng sẽ không bị loại mà đặc cách thẳng vào vòng tiếp thao. Trong buổi phỏng vấn, Lisa thì quá nhiệt tình, Angelea thì quá cẩn thận, còn Bianca thì quá khô trong khi đó sự đáng yêu của Allison, tự tin của Isis và chân thành của Kayla đã làm hài lòng mọi người. Cuối cùng, nhóm của Allison, Bianca, Bre, Camille, Kayla and Shannon giành chiến thắng và được đặc cách vào tuần tiếp theo, Allison nhận được thêm 1 chiến thắng trở thành phóng viên dự bị cho Extra
Buổi chụp hình tuần này là sự kết hợp giữa những cô gái an toàn vào vòng trong và những cô gái không an toàn có thể bị loại
| An Toàn | Không An Toàn |
| ------- | ------------- |
| Allison | Angelea       |
| Bianca  | Lisa          |
| Bre     | Laura         |
| Camille | Isis          |
| Kayla   | Dominique     |
| Shannon | Alexandria    |

Nhiều người trong số các cô gái không toàn cảm thấy áp lực và cho ra những tấm ảnh đẹp. Bianca đã kiềm chế được cảm xúc của mình vì cô mắc chứng sợ độ cao, tuy nhiên cô lại cho ra đời 1 tấm ảnh mạnh mẽ.
Bảng buổi đánh giá, Angelea làm rõ với Nigel về cách làm thế nào để cân bằng được hai phong cách chuyên nghiệp khi trả lời phỏng vấn nhưng vẫn có thể thể hiện được tính cách "ổ chuột" của mình. Tuy nhiên, tấm ảnh tầm thường của cô làm Angelea rót chót với Isis. Trong khi phê bình hai người, Tyra nhấn mạnh rằng họ không phải là người có tấm ảnh tệ nhất, nhưng vì họ bị rơi vào nhóm không an toàn, Ban Giám khảo phải so sánh người nào mạnh mẽ hơn để ở lại. Cuối cùng, ảnh của Angelea được coi là nhỉnh hơn so với Isis, nên cô được ở lại. Isis về nhà.
- Người được gọi tên đầu tiên: Allison Harvard
- Hai người cuối cùng: Angelea Preston & Isis King
- Bị loại: Isis King
- Nhiếp ảnh gia: Sarah Silver
- Khách mời đặc biệt: Kristin Cavallari, Mario Lopez, Michael Kanyon, Trey Knight

### Tập 4: Anthony Zuiker
Lên sóng: 5 tháng 10 năm 2011
Kayla cảm thấy không khỏe và cô phải nhập viện vì tình trạng nguy hiểm. Sau đó các cô gái được đưa tối phim trường CSI: Crime Scene Investigation, tham gia thử thách của Anthony Zuiker, thử vai cho vai diễn khách mời. Hầu hết các cô gái đều cảm thấy khó khăn khi phải nhớ những từ y tế chuyên dụng dài thòng lòng, Jat thất vọng khi Lisa mất đi lửa trong vai diễn của mình. Angelea và Bre gây ấn tượng với sự hoàn hảo của họ, nhưng Bre mới là người thắng cuộc và giành được giải thưởng tham gia vai diễn khách mời.
Buổi chụp hình hôm nay để quảng cáo thời trang cho Express, các cô gái cùng phối hợp với những người mẫu nam và thể hiện những cá tính khác nhau trong bộ đồ họ đang mặc
| Thí Sinh                      | Cá Tính                         |
| ----------------------------- | ------------------------------- |
| Alexandria, Angelea & Camille | Người có vai vế trong Xã hội    |
| Allison & Shannon             | Thời trang bạn gái              |
| Bianca, Bre & Laura           | Những người thích được tán tĩnh |
| Dominique, Kayla & Lisa       | Người đàn bà tuyệt vời          |

Bảng buổi đánh giá, Allison, Angelea, Dominique, Kayla và Laura nhận được những phản hồi tốt. Camille bị chỉ trích vì chưa sản xuất được một bức ảnh xuất sắc nào trong suốt mùa giải, ảnh của Alexandria được coi là có "tuổi" trong khi đó Lisa bị chỉ trích vì diễn quá tệ trong buổi thử thách, cô còn gây khó chịu với Ban Giám khảo vì cố đỗ lỗi cho bạn diễn nam. Angelea nhận được cái gọi tên đầu tiên, Lisa và Camile rớt vào top chót, Lisa gây khó chịu cho mọi người vì phàn nàn quá nhiều trong khi đó sự mờ nhạt của Camile trong tấm ảnh quá tệ của cô đã khiến cô về nhà
- Người được gọi tên đầu tiên: Angelea Preston
- Hai người cuối cùng: Camille McDonald & Lisa D'Amato
- Bị loại: Camille McDonald
- Nhiếp ảnh gia: Alvaro Goveia
- Khách mời đặc biệt: Anthony Zuiker, Lisa Gavales, Michael Kanyon

### Tập 5: La Toya Jackson
Lên sóng: 12 tháng 10 năm 2011
Shannon lập một lịch trình phân bổ thời gian cho việc sử dụng điện thoại của mọi người. Bianca thông báo cảm thấy có một số vấn đề, nhưng khi cô cố gắng để giải thích điều này với Shannon, thì Shannon bắt đầu khóc và tin rằng Bianca đang tấn công cô. Lisa bỗng xen vào và gây gổ với Bianca, Bianca cảm thấy Lisa đã không làm đúng khi xen vào chuyện của cô với Shannon.
Các cô gái đến bãi biển Santa Monica và thách thức biểu diễn bộ trang phục của chị em nhà Kardashian. Mặc dù như dự định chỉ có một người trong số họ chiến thắng, nhưng cả hai chị em họ không thể quyết định giữa Bre và Lisa, vì vậy cả hai cô gái đều giành được giải thưởng một bộ trang phục từ bộ sưu tập. Ở hậu trường, Miss.J nói chuyện với Bianca về thái độ tiêu cực của cô trên sàn diễn, Bianca giải thích với Miss.J về những xung đột mà cô đã có với các cô gái khác. Tuy nhiên điều này khó chịu với Lisa và cuộc gây gổ một lần nữa diễn ra, nhưng Bre đã xen vào để hòa giải tình hình.
Tại buổi chụp hình, các cô gái phải miêu tả được hình tượng Michael Jackson qua các giai đoạn khác nhau của cuộc sống của ông. La Toya Jackson đã có mặt tại buổi chụp hình để giúp các cô gái thể hiện được phong cách của anh trai mình.
| Thí sinh   | Những thời kì của Michael Jackson |
| ---------- | --------------------------------- |
| Alexandria | Cuối những năm 90                 |
| Allison    | Thập niên 60                      |
| Angelea    | Cuối thập niên 80                 |
| Bianca     | Những năm đầu thập niên 80        |
| Bre        | Thập niên 80                      |
| Dominique  | Sống Sót                          |
| Kayla      | Những năm đầu thập niên 80        |
| Laura      | Thập niên 90                      |
| Lisa       | Những năm đầu thập niên 80        |
| Shannon    | Cuối thập niên 80                 |

Tại buổi đánh giá, hầu hết các cô gái đều gây ấn tượng với ban giám khảo ngoại trừ ảnh của Angelea, thái độ không tốt của Bianca và trang phục của Lisa đã gây thất vọng cho Ban Giám khảo.
Tyra gây ngạc nhiên cho các cô gái khi tiết lộ rằng đó La Toya là người sắp xếp cho thứ tự gọi tên tuần này. Tấm ảnh quá chuẩn của Laura đã giúp cho cô nhận được cái gọi tên đầu tiên trong suốt 2 mùa thi ở America's Next Top Model. Trong khi đó, Angelea và Lisa lại lần nữa rơi vào top chót. Tyra giao quyền loại bỏ thí sinh cho La Toya, La Toya giải thích rằng anh trai cô luôn là người yêu thương và vị tha, cả Angelea và Lisa đều thể hiện được đều đó trong ảnh của mình nên La Toya quyết định cho cả hai thêm một cơ hội nữa, không ai phải về nhà tuần này.
- Người được gọi tên đầu tiên: Laura Kirkpatrick
- Hai người cuối cùng: Angelea Preston & Lisa D'Amato
- Bị loại:
- Nhiếp ảnh gia: Tim Petersen
- Khách mời đặc biệt: La Toya Jackson, Kim Kardashian, Kourtney Kardashian, Khloé Kardashian, Kris Jenner, Bruce Jenner, Rushka Bergman, Fiona Stiles

### Tập 6: Coco Rocha
Lên sóng: 19 tháng 10 năm 2011
Các cô gái được giới thiệu với Coco Rocha, và họ sẽ cùng Coco chụp ảnh cho tuần này với chủ đề là cuộc đấu tranh giữa 3 cô gái. Angelea gây thất vọng với Jay khi thiếu sức sống trong toàn bộ ảnh và nhận được những phản hồi tiêu cực, Jay dừng giữa chừng buổi chụp hình và nói chuyện với Angelea, ngay sau đó cô quay lại chụp nốt số hình với sự tự tin và gây ấn tượng Jay. Alexandria và Bre đều hét hết cỡ trong suốt buổi chụp hình làm Coco cảm thấy khó chịu, Jay và Coco cho rằng họ giống "diễn viên" hơn là "người mẫu".
| Chụp hình theo cặp |
| ------------------ |
| Alexandria & Bre   |
| Allison & Kayla    |
| Angelea & Laura    |
| Bianca & Shannon   |
| Dominique & Lisa   |

Tại buổi đánh giá, cặp của Dominique và Lisa nhận được lời nhiều khen ngợi cho tấm hình của họ và 2 cô nhận được hai cái gọi tên đầu tiên, đánh dấu cho cái gọi tên đầu tiên của Dominique trong suốt 2 mùa giải, Bianca, Angelea và Allison cũng gây ấn tượng với BKG. Alexandria và Bre rớt vào top chót vì phần thể hiện kém của họ trong buổi chụp hình, và Tyra cho rằng ở mùa giải này cả hai cô đều không có được cái phong độ mà họ từng có ở mùa giải của họ, nhưng cuối cùng Alexandria đã được tha một lần nữa và Bre bị loại.
- Người được gọi tên đầu tiên: Dominique Reighard
- Hai người cuối cùng: Alexandria Everett & Bre Scullark
- Bị loại: Bre Scullark
- Nhiếp ảnh gia: Douglas Friedman
- Khách mời đặc biệt: Coco Rocha, Brittny Gastineau, Julie Henderson, Julian Edelman, Jahvid Best, Kareem Jackson, Dante Hughes, John Ruggiero, Anita Patrickson, Molly Stern

### Tập 7: Kathy Griffin
Lên sóng: 26 tháng 10 năm 2011
Thách thức của tuần này là các cô gái phải chọn ra mẫu nước hoa có chữ ký của riêng mình, họ quảng cáo sản phẩm của mình trong một chiếc bồn và phải làm sao cho các Fan ủng hộ sản phẩm của mình. Alexandria gây khó chịu các cô gái khi cô mất rất nhiều thời gian mới chọn được nước hoa cho mình, trong khi đó Bianca từ chối việc nhảy vào bồn tắm để quảng cáo ra. Người tổ chức cho bữa tiệc này là Eva Marcille (người chiến thắng Mùa thứ 3). Với sự thú vị của mình Lisa đã giành được giải thưởng của thử thách tuần này và được đặc cách thẳng vào vòng tiếp theo.
| Thí sinh   | Nhãn hiệu nước hoa |
| ---------- | ------------------ |
| Alexandria | Diamondatrix       |
| Allison    | Honey Blood        |
| Angelea    | Angelea            |
| Bianca     | Candid             |
| Dominique  | Survivor           |
| Kayla      | Free               |
| Laura      | Love               |
| Lisa       | Neon               |
| Shannon    | Smitten            |

Tại buổi chụp ảnh, họ phải hóa thân vào các ngôi sao truyền hình thực tế và chạy trên chiếc xe gắn máy
| Ngôi sao truyền hình thực tế | Thí sinh                                    |
| ---------------------------- | ------------------------------------------- |
| NeNe Leakes                  | Alexandria, Angelea, Laura & Lisa           |
| Nicole "Snooki" Polizzi      | Allison, Bianca, Dominique, Kayla & Shannon |

Shannon không miêu tả được sự táo bạo của một ngôi sao trong khi Kayla bị phân tâm bởi những người hâm mộ la hét.
Diễn viên hài Kathy Griffin gây ngạc nhiên cho các cô gái ở bảng buổi đánh giá với sự xuất hiện hài hước. Tyra công bố thêm một giải thưởng mới được bổ sung cho mùa thi này đó là trở thành gương mặt cho nước hoa Top Model. Bianca bối rối khi được hỏi về hành vi của cô trong bữa tiệc ra mắt nước hoa. Sau khi thảo luận, Tyra khẳng định rằng cô chỉ có bảy tấm ảnh trong tay (có nghĩa là hai cô gái sẽ phải về nhà). Lisa được đặc cách và tấm ảnh mạnh mẽ của cô kiếm được thêm 1 gọi tên đầu tiên trong khi Bianca, Kayla và Shannon đã hạ cánh xuống dưới top 3 chót, Shannon quá an toàn và không bước ra khỏi vỏ bọc đó, Kayla dần bị lu mờ giữa các đối thủ cạnh tranh và Bianca lại có thái độ hành và vi xấu. Cuối cùng Shannon được chọn, Bianca và Kayla bị loại.
- Người được gọi tên đầu tiên/ Được đặc cách: Lisa D'Amato
- Ba người cuối cùng: Bianca Golden, Kayla Ferrel & Shannon Ratliff
- Bị loại: Bianca Golden & Kayla Ferrel
- Nhiếp ảnh gia: Mike Rosenthal
- Khách mời đặc biệt: Kathy Griffin, Eva Marcille, Ben Bennett, Glenn Nutley

### Tập 8: Game
Lên sóng: 2 tháng 11 năm 2011
Mr.Jay thông báo với 7 thí sinh còn lại rằng họ sẽ làm 1 đoạn video nhạc cho chủ đề tuần này. Mỗi người đều được giao một giai điệu khác nhau và họ có 20 phút để sáng tác lời bài hát. Allison thất vọng vì sự thiếu sót của cô ấy trong phần nền của bài hát. Với kinh nghiệm viết nhạc lâu năm, Lisa vượt trội hơn tất cả và cô giành được giải thưởng của thử thách tuần, một chuyến thăm từ Adam, chồng chưa cưới của cô.
Ngày hôm sau, Ca sĩ nhạc rap Game đến giúp các cô gái kết hợp từ Ledom Pot "(" Top Model "đánh vần ngược) vào trong nền bài hát của họ, và trước khi hướng dẫn quay phim thì tựa những bài hát của họ là
| Thí sinh   | Tựa của đoạn video  |
| ---------- | ------------------- |
| Alexandria | Go, Go, Go....      |
| Allison    | Underwater          |
| Angelea    | I'm Here            |
| Dominique  | Tooch Ya Booty      |
| Laura      | Southern Sweet Girl |
| Lisa       | I Be Like Whoa!     |
| Shannon    | World Go Round      |

Game ấn tượng với Allison bởi cảm giác ngại ngùng của cô chiếu trong đoạn video, và rất cảm động bởi sự cống hiến của cô trong bài hát đến người cha quá cố của mình. Đoạn video đầy xúc cảm của Allison giúp cô là người được gọi tên đầu tiên, trong khi đó Alexandria và Angelea hạ cánh xuống top chót, Alexandria với phần thể hiện vô cùng cứng nhắc và robot và Angelea thiều hẳn năng lượng không phù hợp với lời ca mạnh mẽ của bài hát.Cuối cùng, Angelea vẫn được giữ lại sau 3 lần rớt chót và Alexandria được gửi về nhà.
- Người được gọi tên đầu tiên: Allison Harvard
- Hai người cuối cùng: Alexandria Everett & Angelea Preston
- Bị loại: Alexandria Everett
- Đạo diễn quay: Game
- Khách mời đặc biệt: Keenan Cahill, Madison Hohrine, Tom Polce, Anita Patrickson, Adam (Lisa's Fiancé)

### Tập 9: Nikos Papadopoulos
Lên sóng: 9 tháng 11 năm 2011
André đến nhà của các cô gái và thông báo rằng họ sẽ được đi đến Hy Lạp cho phần còn lại của cuộc thi. Khi đến Athens, Miss.J thông báo nhiệm vụ của họ là viết một bài phát biểu một phút giới thiệu về mình cho các nhà chức sắc du lịch ở Hy Lạp. Buổi phỏng vấn diễn ra ở điểm dừng chân cuối cùng Crete. Dominique vượt qua được sự căng thẳng, Laura quá kích động, Lisa mặt đồ không thích hợp, Shannon tập trung quá nhiều vào bản thân mình và Angelea thì thô sơ. Cuối cùng người chiến thắng là Allison, người duy nhất không phạm bất kỳ lỗi nào. Cô giành một cái vòng trang sức từ Lina Fanouraki.
Khi các cô gái đến ngôi nhà mới của mình, họ có cơ hội để cộng tác với nhà thiết kế Michael Cinco để thiết kế chiếc váy cho riêng họ, và người vào vòng chung kết sẽ được mặt chiếc váy mà họ mơ ước.
Ảnh chụp tuần này với chủ đề là cô gái trong trang phục đồ lót nằm trên một cái dĩa salad Hy Lạp khổng lồ. Shannon từ chối việc bận đồ lót trong ảnh của mình, Allison thì liên tục chảy nước mắt vì ánh nắng và chứng đau nửa đầu của Laura đã gây ra sự khó khăn cho tấm hình của các cô.
Tại buổi đánh giá, bức ảnh ấn tượng của Dominique khiến mọi người phải hốt lên hoan nghênh, và dù đôi mắt của Allison tuy đóng lại trong ảnh tuy nhiên cô đã lôi ra được một sức hút tuyệt vời. Bức ảnh cá tính Laura đã không gây ấn tượng tốt với Ban Giám khảo, đặc biệt họ cảm thấy có gì đó là mâu thuẫn giữa thương hiệu "đáng yêu" của cô. Điều này khiến cô lần đầu tiên phải rớt vào top chót 2 người với Shannon, BGK đánh giá cao sự nỗ lực đứng lên và niềm tin của Shannon,nhưng cuối cùng, ban giám khảo cảm thấy rằng hiệu suất của Laura là tốt hơn, và Shannon bị loại.
Gọi ra: Dominique Reighard
- Người được gọi tên đầu tiên: Dominique Reighard
- Hai người cuối cùng: Laura Kirkpatrick & Shannon Ratliff
- Bị loại: Shannon Ratliff
- Nhiếp ảnh gia: Nikos Papadopoulos
- Khách mời đặc biệt: Vicky Kaya, Maria Kafetzaki, Dimitris Kounenakis, Lina Fanouraki, Michael Cinco

### Tập 10: Exploring Greece
Lên sóng: 16 tháng 11 năm 2011
Thử thách của tuần này là yêu cầu các cô gái phải tự phê phán và đánh giá tiềm năng lẫn nhau. Angelea và Laura rơi vào một cuộc tranh luận căng thẳng khi Dominique cho là Angelea thiếu đi sự tự nhận thức, gây ra cơn bão trong buổi thử thách. Tuy nhiên, khi được yêu cầu thống kê đánh giá tổng thể của nhau thì Allison đã được xếp hạng thấp nhất, trong khi đó Laura ghi bàn cao nhất và chiến thắng thách thức. Sau buổi thử thách, các cô gái được xả hơi bằng một ngày du thuyền, bơi lội, club và ăn uống.
Bức ảnh của tuần này yêu cầu các cô gái phải miêu tả các môn thể thao Olympic cổ đại:
| Thí Sinh  | Môn Thể thao |
| --------- | ------------ |
| Angelea   | Ném Tạ       |
| Allison   | Ném Dĩa      |
| Laura     | Bắn Cung     |
| Lisa      | Nhảy Cao     |
| Dominique | Ném Lao      |

Ở buổi đánh giá, tất cả các cô gái đều sản xuất ra những bức ảnh tốt, dù tất cả đều đáp ứng được các phản ứng khác nhau từ các BGK. Nhưng Laura, Lisa và Allison trội hơn nên Angelea và Dominique rớt vào top chót cùng. Về tổng thể, Dominique có những tấm ảnh rất ấn tượng trong suốt mùa thi và mạnh mẽ hơn những bức ảnh của Angelea, tuy nhiên cô mờ nhạt và không đáng nhớ, trong khi đó Angelea có cá tính mạnh, cô có thể bẻ cong mọi áp lực từ thử thách. Cuối cùng, cá tính mạnh mẽ của Angelea đã cho cô thêm một cơ hội và Dominique phải về nhà.
- Người được gọi tên đầu tiên: Laura Kirkpatrick
- Hai người cuối cùng: Angelea Preston & Dominique Reighard
- Bị loại: Dominique Reighard
- Nhiếp ảnh gia: Nigel Barker
- Khách mời đặc biệt: Vicky Kaya, Maria Kafetzaki, Dimitris Kounenakis, Lina Fanouraki, Michael Cinco

### Tập 11: Highlights
Lên sóng: 23 tháng 11 năm 2011
Những hình ảnh, câu chuyện hậu trường đáng nhớ của mùa thi 17 sẽ được đề cập trong tập này.

### Tập 12: Tyson Beckford
Lên sóng: 30 tháng 11 năm 2011
Bốn cô gái cuối cùng tham gia vào thử thách viết bài cho blog-Vogue.it. Họ có 3 giờ để chọn trang phục, lái xe đến một địa điểm và chụp ảnh, sau đó quay trở lại biệt thự để viết về lối sống và thời trang ở Crete. Bài đăng của Allison và Laura quá ngắn nên không được đón nhận, trong khi đó Lisa không nói nhiều về thời trang, và Angelea trở chiến thắng thử thách. Cô giành được một chuyến đi 7 đêm ở Crete và một vương miện vàng.
Tuần này, thay vì chụp ảnh, các cô gái được cho 2 ngày để đóng phim ngắn cho bộ tiểu thuyết Tyra New York Times, bán chạy nhất dành cho giới trẻ trong ngành người mẫu, cùng với siêu mẫu Tyson Beckford. Angelea và Lisa diễn xuất sắc trong khi đó Allison tiếp tục chảy nước mắt vì ánh sáng, Laura vật lộn vì độ sexy quá giới hạn.
Bảng buổi đánh, Tyra gọi đây là "một trong những cuộc thảo luận dài nhất và khó khăn bao giờ hết" trong lịch sử America's Next Top Model, cảm xúc của Angelea và màn trình diễn mạnh mẽ của Lisa đã giúp họ lọt vào top 3, Allison và Laura hạ xuống vào top chót. Tyra cho rằng tính cách sôi nổi của Laura thật sự rất cuốn hút nhưng liệu cá tính dễ thương có đấu tranh được với thời trang cao cấp, và Allison một cô gái sống nội tâm nhưng lại có 1 sự đặc biệt thu hút trong ảnh. Cuối cùng, Allison trở thành người vào chung kết với Lisa và Angelea và Laura phải về nhà dù cho rất khó khăn khi loại cô.
- Người được gọi tên đầu tiên: Lisa D'Amato
- Hai người cuối cùng: Allison Harvard & Laura Kirkpatrick
- Bị loại: Laura Kirkpatrick
- Đạo diễn quay phim: Tyra Banks
- Khách mời đặc biệt: Franca Sozzani, Tyson Beckford, Michael Kanyon, Michael Cinco

### Tập 13: Chung kết All Star
Lên sóng: 7 tháng 12 năm 2011
Ba cô gái cuối cùng đã quay quảng cáo và ảnh quảng cáo cho CoverGirl Intense Shadow Blast. Lisa đấu tranh để nói "ồ đúng", và ánh sáng mạnh một lần nữa gây ra vấn đề cho đôi mắt ngấn nước của Allison, mặc dù cuối cùng cả hai đều cố gắng để đạt được những nỗ lực đáng khen ngợi, trong khi Angelea đã làm tốt cả hai. Các cô gái sau đó được chụp ảnh cho tạp chí Vogue Italia.
Đối với chương trình trình diễn thời trang cuối cùng, ba người cuối cùng mặc trang phục tùy chỉnh cá nhân của Michael Cinco, và được tham gia bởi các cô gái bị loại trước đó là Shannon, Dominique và Laura. Chương trình trình diễn thời trang này yêu cầu các cô gái bơi dưới nước, thay đổi nhanh, bay trong không trung và đi bộ đến bài hát video âm nhạc của họ từ tập 8. Angelea đã khóc ngay trước khi chương trình bắt đầu do áp lực. Cả ba người vào chung kết đều phải đối mặt với đường băng giả nhỏ - Lisa đã vô tình bơi sang bên cạnh bể bơi để sửa mặt nạ của cô, nó rơi ra do cố gắng làm một cú lật dưới nước, Angelea vẫn gặp vấn đề dưới nước và Allison gây ấn tượng khi điều khiển với chiếc váy của mình do gió thổi.
Tại buổi đánh giá, Angelea được tiết lộ rằng đã bị loại khỏi sản xuất vì những lý do không xác định, và việc đánh giá đã trở lại ở Los Angeles. Đối với quảng cáo in CoverGirl, ảnh của Allison đã bị chỉ trích vì không thành công với Smize và trông trống rỗng, trong khi Lisa rất quyến rũ và tán tỉnh. Cả hai đều ấn tượng với quảng cáo CoverGirl của họ - Allison quá hướng nội trong khi Lisa ấn tượng để thể hiện cá tính của mình. Đối với đường băng cuối cùng, bơi lội duyên dáng của Allison đã được ca ngợi, cũng như lệnh của Lisa về trang phục của cô, nhưng Allison bị chê bai vì bước đi trên đường băng mạnh mẽ của cô và Lisa vì thất bại khi bơi. Trong các cuộc thảo luận cuối cùng, các thẩm phán đã đồng ý rằng cả Allison và Lisa đều đã nhân cách hóa thương hiệu của họ (lần lượt là duy nhất và táo bạo táo bạo). Ưu điểm và nhược điểm của cả hai người vào chung kết đã được thảo luận - Allison được các nhiếp ảnh gia và nhà thiết kế yêu thích như cả người mẫu và nàng thơ, tuy nhiên, tính cách hướng nội của cô sẽ cho rằng cô không phù hợp với vai trò phóng viên phụ. Tính cách nhu mì và hướng ngoại của Lisa, cũng như sự tiến bộ trong sàng lọc của cô ấy trong suốt cuộc thi được đánh giá cao, cũng như sự tự tin và đường băng vượt trội của cô ấy. Nó đã được lưu ý rằng trong khi Lisa có thể không phải là người mẫu tốt nhất, cô ấy là một người toàn diện, là một ca sĩ, nghệ sĩ, nghệ sĩ, diễn viên, người nổi tiếng giỏi và sẽ dễ dàng thu hút sự chú ý trên thảm đỏ - một thuộc tính quan trọng đối với một phóng viên Extra. Tuy nhiên, tính cách của cô ấy có thể dễ dàng trở nên quá khó khăn và tự phụ. Cuối cùng, nửa sau của Modelland đã được trình chiếu, tiết lộ Lisa là người chiến thắng của America America Next Next Model: All Stars.
- Tước quyền thi đấu: Angelea Preston
- Top 2: Allison Harvard & Lisa D'Amato
- America's Next Top Model: Lisa D'Amato
- Nhiếp ảnh gia: Nikos Papadopoulos, Dusan Reljin
- Khách mời đặc biệt: Paige Cali, Michael Kanyon, Valentina Serra, Michael Cinco

## Thứ tự gọi tên
| 1  | Isis       | Lisa       | Allison    | Angelea    | Laura        | Dominique  | Lisa         | Allison    | Dominique | Laura     | Lisa    | Lisa    |  |  |  |  |  |  |  |
| 2  | Allison    | Bianca     | Bianca     | Dominique  | Shannon      | Lisa       | Angelea      | Lisa       | Allison   | Allison   | Angelea | Allison |  |  |  |  |  |  |  |
| 3  | Camille    | Alexandria | Shannon    | Allison    | Dominique    | Bianca     | Laura        | Dominique  | Angelea   | Lisa      | Allison | Angelea |  |  |  |  |  |  |  |
| 4  | Lisa       | Laura      | Bre        | Laura      | Allison      | Angelea    | Alexandria   | Laura      | Lisa      | Angelea   | Laura   |         |  |  |  |  |  |  |  |
| 5  | Angelea    | Angelea    | Kayla      | Kayla      | Alexandria   | Allison    | Allison      | Shannon    | Laura     | Dominique |         |         |  |  |  |  |  |  |  |
| 6  | Laura      | Dominique  | Camille    | Shannon    | Kayla        | Kayla      | Dominique    | Angelea    | Shannon   |           |         |         |  |  |  |  |  |  |  |
| 7  | Bre        | Shannon    | Alexandria | Bre        | Bre          | Shannon    | Shannon      | Alexandria |           |           |         |         |  |  |  |  |  |  |  |
| 8  | Bianca     | Allison    | Lisa       | Bianca     | Bianca       | Laura      | Bianca Kayla |            |           |           |         |         |  |  |  |  |  |  |  |
| 9  | Shannon    | Isis       | Laura      | Alexandria | Angelea Lisa | Alexandria | Bianca Kayla |            |           |           |         |         |  |  |  |  |  |  |  |
| 10 | Dominique  | Bre        | Dominique  | Lisa       | Angelea Lisa | Bre        |              |            |           |           |         |         |  |  |  |  |  |  |  |
| 11 | Sheena     | Camille    | Angelea    | Camille    |              |            |              |            |           |           |         |         |  |  |  |  |  |  |  |
| 12 | Kayla      | Kayla      | Isis       |            |              |            |              |            |           |           |         |         |  |  |  |  |  |  |  |
| 13 | Alexandria | Sheena     |            |            |              |            |              |            |           |           |         |         |  |  |  |  |  |  |  |
| 14 | Brittany   |            |            |            |              |            |              |            |           |           |         |         |  |  |  |  |  |  |  |

     Thí sinh bị loại
     Thí sinh được miễn loại
     Thí sinh không bị loại khi rơi vào cuối bảng
     Thí sinh bị tước quyền thi đấu
     Thí sinh chiến thắng chung cuộc
- Trong tập 3, Allison, Bianca, Bre, Camille, Kayla và Shannon chiến thắng thử thách và được miễn loại là giải thưởng. Allison được chọn là người giỏi nhất và kết quả là đã giành được một giải thưởng phụ. Tại buổi đánh giá, sáu cô gái miễn loại được đánh giá tách biệt với nhóm không miễn loại.
- Trong tập 5, thứ tự gọi tên được quyết định hoàn toàn bởi giám khảo khách mời La Toya Jackson. Angelea và Lisa rơi vảo cuối bảng, Nhưng Jackson tuyên bố rằng không ai trong số họ sẽ bị loại.
- Trong tập 7, Lisa đã chiến thắng thử thách và được miễn loại; tuy nhiên, điều này không ảnh hưởng đến vị trí của cô ấy theo thứ tự gọi tên.
- Trong tập 9, Shannon không tham gia vào buổi chụp hình.
- Tập 11 là tập tóm tắt.
- Trong tập 13, Angelea bị tước quyền thi đấu trước buổi loại trừ cuối cùng vì lý do không rõ.

### Buổi chụp ảnh
- Tập 1: Cá tính riêng
- Tập 2: Ảnh quảng cáo cho Pink's Hot Dogs
- Tập 3: Tạo dáng trên cà kheo theo cặp
- Tập 4: Ảnh quảng cáo cho Express với người mẫu nam
- Tập 5: Hóa thân thành Michael Jackson
- Tập 6: Đánh nhau trong quán bar với Coco Rocha
- Tập 7: Tạo dáng trên xe môtô
- Tập 8: Video âm nhạc: Pot Ledom
- Tập 9: Đồ lót trên đĩa salat khổng lồ
- Tập 10: Vân động viên Olympic cổ đại
- Tập 12: Video thời trang: Modelland với Tyson Beckford
- Tập 13 : Quay quảng cáo và chụp ảnh cho CoverGirl Intense Shadow Blast; Bộ ảnh cho Beauty In Vogue.